# 門石信號場
門石信號場（日语：／ Kadoishi-shingōjō */?）是一位於日本宮崎縣宮崎市、隸屬於九州旅客鐵道（JR九州）的鐵路設施，此信號場用作管理日豐本線來往田野站及青井岳站的列車交換事宜。

## 概要
信號場位於田野町西邊、大字乙內的山麓內，全長約為450米，部份路軌仍建築於橋樑上，四周為斜板、樹林或農地，要從大字乙內的北部「八重」地區沿車路再沿小路步行前往詃處；或大字乙內西端的「丸野」地區盡頭再沿非正式的山路往上走。採用後者方法較為危險。

## 結構
東側的下行線道為避線，靠山西側的線道為主軌道，而在西側的平地上則建有一座用水泥建成的信號管理站。兩端的盡頭均設有安全側線。

## 歷史
- 1965年10月1日：日本國有鐵道開設[1]。
- 1987年4月1日：國鐵分割民營化，信號場由九州旅客鐵道（JR九州）營運。
- 2022年4月1日：隨宮崎綜合鐵道事業部改組，並且昇格為宮崎支社（日语：九州旅客鉄道宮崎支社），車站管理權由宮崎支社承繼[2]。

## 相鄰車站
九州旅客鐵道
■日豐本線
田野－（門石信號場）－青井岳